# Municipio de Allamuchy
El municipio de Allamuchy (en inglés: Allamuchy Township) es un municipio ubicado en el condado de Warren en el estado estadounidense de Nueva Jersey. En el año 2006 tenía una población de 4,093 habitantes y una densidad poblacional de 70.7 personas por km².

## Geografía
El municipio de Allamuchy se encuentra ubicado en las coordenadas 40°55′14″N 74°50′3″O / 40.92056, -74.83417.
Según la Oficina del Censo de EE. UU., el municipio tenía una superficie total de 20,27 millas cuadradas (52,51 km2), incluidas 19,99 millas cuadradas (51,78 km2) de tierra y 0,28 millas cuadradas (0,73 km2) de agua (1,39%). La frontera sureste del municipio está formada por el río Musconetcong.
Allamuchy CDP (con una población del censo de 2010 de 78  ) y Panther Valley (población de 3327  en 2010) son lugares designados por el censo y comunidades no incorporadas ubicadas dentro del municipio.    A partir del censo de Estados Unidos de 2000, los dos CDP se consolidaron como Allamuchy-Panther Valley,  que tenía una población de 3.125 habitantes en el censo de 2000. 
Otras comunidades, localidades y topónimos no incorporados ubicados parcial o completamente dentro del municipio incluyen Alphano, Long Bridge, Quaker Church, Saxton Falls y Warrenville. 
El municipio de Allamuchy limita con los municipios de Frelinghuysen Township, Hackettstown y Independence Township en el condado de Warren; Municipio de Mount Olive en el condado de Morris; y tanto Byram Township como Green Township en el condado de Sussex.  

## Demografía
Según la Oficina del Censo en 2000 los ingresos medios por hogar en el municipio eran de $70,107 y los ingresos medios por familia eran $89,653. Los hombres tenían unos ingresos medios de $54,743 frente a los $41,782 para las mujeres. La renta per cápita para la localidad era de $43,552. Alrededor del 1.8% de la población estaba por debajo del umbral de pobreza.

### Censo de 2000
Según el censo de Estados Unidos de 2000, había 3.877 personas, 1.692 hogares y 1.133 familias que residían en el municipio. La densidad de población era de 72.9 hab/km². Había 1.774 unidades de vivienda con una densidad media de 33,4/km². La composición racial del municipio era 95,49% blanca, 0,93% afroamericana, 0,05% nativa americana, 1,86% asiática, 0,70% de otras razas y 0,98% de dos o más razas. Los hispanos o latinos de cualquier raza constituían el 2,68% de la población.
Había 1.692 hogares, de los cuales el 23,4% tenían hijos menores de 18 años que vivían con ellos, el 57,7% eran parejas casadas que vivían juntas, el 7,2% tenía una cabeza de familia sin marido presente y el 33,0% no eran familias. El 28,5% de todos los hogares estaban formados por personas individuales y el 9,2% tenía alguien que vivía solo y tenía 65 años o más. El tamaño medio del hogar era de 2,28 y el tamaño medio de la familia era de 2,80.
En el municipio la población se distribuía con 19,0% menores de 18 años, 4,4% de 18 a 24, 28,4% de 25 a 44, 31,9% de 45 a 64 y 16,4% de 65 años o más. La mediana de edad fue 44 años. Por cada 100 mujeres había 86,7 hombres. Por cada 100 mujeres de 18 años y más, había 85,6 hombres.
El ingreso medio de un hogar en el municipio era de 70.107 dólares y el ingreso medio de una familia era de 89.653 dólares. Los hombres tenían un ingreso medio de 54.743 dólares frente a 41.782 dólares de las mujeres. El ingreso per cápita del municipio fue de 43.552 dólares. Aproximadamente el 0,3% de las familias y el 1,8% de la población estaban por debajo del umbral de pobreza, incluido el 0,6% de los menores de 18 años y el 3,2% de los de 65 años o más.

### Censo de 2010
El censo de Estados Unidos de 2010 contó 4.323 personas, 1.953 hogares y 1.213 familias en el municipio. La densidad de población era 81.6 hab/km². Había 2.096 unidades de vivienda con una densidad media de 39.6/km². La composición racial era 93,45% (4.040) blancos, 1,78% (77) negros o afroamericanos, 0,14% (6) nativos americanos, 2,73% (118) asiáticos, 0,02% (1) isleños del Pacífico, 0,39% (17) de otras carreras, y el 1,48% (64) de dos o más carreras. Los hispanos o latinos de cualquier raza eran el 4,49% (194) de la población.
De los 1.953 hogares, el 22,9% tenían hijos menores de 18 años; el 50,7% eran matrimonios que vivían juntos; El 8,0% tenía una cabeza de familia sin marido presente y el 37,9% no eran familias. Del total de hogares, el 31,4% estaban formados por personas individuales y el 11,2% tenía alguien que vivía solo y tenía 65 años o más. El tamaño medio del hogar era de 2,21 y el tamaño medio de la familia era de 2,80.
El 18,5% de la población tenía menos de 18 años, el 5,0% de 18 a 24, el 25,4% de 25 a 44, el 33,6% de 45 a 64 y el 17,5% tenían 65 años o más. La mediana de edad fue 45,8 años. Por cada 100 mujeres, la población contaba con 90,9 hombres. Por cada 100 mujeres de 18 años y más había 85,5 hombres.
La Encuesta sobre la Comunidad Estadounidense de 2006-2010 de la Oficina del Censo mostró que (en dólares ajustados a la inflación de 2010) el ingreso familiar medio era de $82,781 (con un margen de error de +/- $5,051) y el ingreso familiar medio era de $104,601 (+/- $18,824). Los hombres tenían un ingreso medio de $76,467 (+/- $14,328) versus $55,625 (+/- $6,142) para las mujeres. El ingreso per cápita del municipio fue de $ 49,834 (+/- $ 4,833). Aproximadamente el 0,9% de las familias y el 2,6% de la población estaban por debajo del umbral de pobreza, incluido el 4,8% de los menores de 18 años y el 4,6% de los de 65 años o más. 

## Historia
Antes del asentamiento europeo, lo que ahora es el municipio de Allamuchy estuvo habitado durante siglos por los nativos americanos Lenape, hasta que fueron obligados a viajar hacia el oeste en 1742.  El Sitio Arqueológico Casa del Pájaro se encuentra dentro del Municipio. 

### Asentamiento cuáquero
Actuando como agrimensor, John Reading trazó una extensión de tierra para William Penn en 1715 que se convirtió en el Asentamiento Cuáquero, los primeros no nativos americanos que vivieron en Allamuchy.  En 1752, la Sociedad de Amigos, o cuáqueros, estableció una comunidad en la esquina noreste de lo que hoy es el municipio de Allamuchy.  El asentamiento se fundó en Kingwood, Nueva Jersey, y los primeros cuáqueros que llegaron a Allamuchy trajeron consigo los materiales para construir sus casas.  La tierra controlada por el Quaker Settlement abarcaba un área no solo en Allamuchy, sino también en lo que ahora se considera Green Township, Nueva Jersey.  Este asentamiento se conocía como los "Amigos de Hardwick", porque lo que ahora es el municipio de Allamuchy era entonces parte del municipio de Hardwick.
En 1735, los cuáqueros seleccionaron un terreno para usarlo como cementerio con un muro de piedra y construyeron por primera vez una casa de reuniones de madera en 1752, reemplazándola en 1764 por un edificio de piedra.  La Reunión de Hardwick se puso del lado de una rama de la Sociedad de Amigos conocida como Hicksites en 1827, un evento que obligó a muchos de los residentes del Asentamiento a partir hacia otras comunidades cuáqueras.  El 2 de febrero de 1854 tuvo lugar la última reunión cuáquera en el Asentamiento; se disolvió formalmente en 1855.  El Cementerio de los Amigos se utilizó hasta 1918, cuando se reparó su muro de piedra y se instaló un pequeño monumento; Posteriormente fue restaurado en 1940. 
La ubicación de la casa de reuniones cuáquera se utilizó posteriormente como escuela pública.  Allí, en el otoño de 1921, la Escuela Quaker Grove sirvió como estación de investigación experimental para la educación rural por las investigadoras Fannie W. Dunn y Maria A. Everett del Teachers College de la Universidad de Columbia.  El resultado de su trabajo de campo fue el libro Cuatro años en una escuela del condado, que detalla sus hallazgos con respecto al modelo de maestro único, el plan de estudios y las observaciones sobre la educación rural en general.  En 1940, el municipio consolidó sus cuatro escuelas públicas en una sola ubicación, la actual escuela del municipio de Allamuchy y la escuela Quaker Grove volvió a ser propiedad privada. 

### Grandes propiedades
A finales del siglo XVIII, John Rutherfurd comenzó la construcción de su enorme casa en Allamuchy.  Lewis Morris Rutherfurd ocupó más tarde la finca, donde tomó las primeras fotografías telescópicas de la Luna desde su casa en Tranquility Farms en 1865.  Su hijo, Rutherfurd Stuyvesant, criaba ganado Holstein, ovejas Dorset, faisanes ingleses y perros de caza en la finca, que incluía 400 ha de reserva de ciervos.  Bajo Rutherfurd Stuyvesant, la casa de 47 habitaciones era conocida como la Mansión Stuyvesant y estaba decorada con muebles importados y de Duncan Phyfe, cerámica de la dinastía Ming y armaduras de los siglos XV y XVI.  La mansión Stuyvesant fue ocupada por última vez en 1947 y su contenido se vendió en 1951 y 1955.  La mansión fue destruida por un incendio en septiembre de 1959. 
Winthrop Rutherfurd encargó a Whitney Warren, arquitecta de Grand Central Terminal, en 1902 el diseño de Rutherfurd Hall. Terminado en 1906, el Salón sirvió como residencia familiar de un pabellón de caza donde se podía entretener a invitados prominentes, el más famoso del presidente estadounidense Franklin D. Roosevelt, quien era un amigo cercano de la segunda esposa de Winthrop, Lucy. 
Posteriormente, la familia del mismo nombre entregó Rutherfurd Hall a la Iglesia Católica en 1959, después de que la finalización de la Interestatal 80 trajera más tráfico y ruido a la zona. La Iglesia cambió el nombre del Salón a Villa Madonna y lo utilizó como convento para una orden de monjas durante cinco décadas antes de venderlo a la ciudad para usarlo como museo e instalación de educación comunitaria. Rutherfurd Hall, que ahora figura en el Registro Histórico Nacional, abrió sus puertas al público por primera vez en 2012. 
La finca Panther Ledge Farms era propiedad de Clendenin J. Ryan, exsecretario del alcalde de Nueva York, Fiorello La Guardia y político que luego dirigió una campaña infructuosa para gobernador de Nueva Jersey en las elecciones de 1953. La propiedad de Ryan adquirió este nombre debido a un acantilado rocoso en la propiedad, donde la leyenda local sostiene que fue el lugar donde se cazó el último puma en el estado.  Panther Ledge Farms contaba con un zoológico privado, un criadero de faisanes, un helicóptero, un invernadero, una perrera para sabuesos y una colección de pinturas que Ryan le compró a William Randolph Hearst. 
En 1972, un grupo de izquierda llamado Allamuchy Tribe, liderado por los activistas Rennie Davis y Jerry Rubin y financiado por el ex Beatle John Lennon, se reunió en la granja Peter Stuyvesant en Allamuchy para organizar protestas contra la Convención Nacional Republicana de 1972.  La vigilancia del FBI sobre la tribu Allamuchy llevó a que la oficina presionara a Lennon para que se desvinculara de la actividad política amenazándolo con deportarlo. 

## Gobierno

### Gobierno local
El municipio de Allamuchy se rige bajo la forma de gobierno de municipio pequeño. La Ley Faulkner, conocida formalmente como Ley de Carta Municipal Opcional, permite a los municipios adoptar una forma de gobierno de Municipio Pequeño sólo para municipios con una población de menos de 12.000 habitantes en el momento de la adopción. El municipio es uno de los 18 municipios (de los 564) del estado que utilizan esta forma de gobierno.  El órgano de gobierno está compuesto por el alcalde y el consejo municipal de cuatro miembros, y todos los cargos se eligen en general sobre una base partidista como parte de las elecciones generales de noviembre. El alcalde es elegido directamente por los votantes para un mandato de tres años. Los miembros del consejo sirven por un mandato de tres años, que están escalonados de modo que se eligen dos escaños en los dos primeros años de un ciclo de tres años y el puesto de alcalde se somete a votación directa en el tercer año.  
En 2022, la alcaldesa del municipio de Allamuchy es la republicana Rosemary Tuohy, cuyo mandato finaliza el 31 de diciembre de 2024. Los miembros del Comité del municipio de Allamuchy son el presidente del consejo James H. Cote (republicano, 2023), Deborah Bonanno (republicana, 2022; nombrada para cumplir un mandato pendiente), Ed Fabula (R, 2022) y Manuel P. "Manny" Quinoa (R, 2022).
En enero de 2022, Deborah Bonano fue nombrada de una lista de tres nombres nominados por el comité municipal republicano para ocupar el puesto que expiraba en diciembre de 2023 y que quedó vacante cuando Rosemary Tuohy renunció para asumir el cargo de alcaldesa. 
El puesto que expiraba en diciembre de 2022 y que ocupaba Douglas A. Ochwat fue ocupado por Ed Fabula.
En enero de 2016, el Comité del Municipio seleccionó a la exalcaldesa Betty Schultheis entre tres candidatos nominados por el comité municipal republicano para ocupar el puesto que expiraba en diciembre de 2017 y que había ocupado Keith DeTombeur hasta que renunció para asumir el cargo de alcalde; Schultheis servirá de forma interina hasta las elecciones de noviembre de 2016, cuando los votantes seleccionarán un candidato para cumplir el resto del mandato. 

### Representación federal, estatal y del condado
El municipio de Allamuchy está ubicado en el séptimo distrito del Congreso  y es parte del distrito legislativo estatal número 24 de Nueva Jersey. 
Para el 118º Congreso de los Estados Unidos, el séptimo distrito del Congreso de Nueva Jersey está representado por Thomas Kean Jr. (R, Westfield). Nueva Jersey está representada en el Senado de los Estados Unidos por los demócratas Cory Booker (Newark, su mandato finaliza en 2027) y Bob Menéndez (Englewood Cliffs, su mandato finaliza en 2025).
Para la sesión 2024-2025, el distrito legislativo 24 de la Legislatura de Nueva Jersey está representado en el Senado estatal por Parker Space (R, Wantage Township) y en la Asamblea General por Dawn Fantasia (R, Franklin) y Mike Inganamort (R, Municipio de Chester).

## Política
En marzo de 2011, había un total de 3.197 votantes registrados en el municipio de Allamuchy, de los cuales 529 (16,5% frente a 21,5% en todo el condado) estaban registrados como demócratas, 1.253 (39,2% frente a 35,3%) estaban registrados como republicanos y 1.413. (44,2% vs. 43,1%) estaban registrados como No Afiliados. Había dos votantes registrados como libertarios o verdes.  Entre la población del censo de 2010 del municipio, el 74,0% (frente al 62,3% en el condado de Warren) estaban registrados para votar, incluido el 90,7% de las personas mayores de 18 años (frente al 81,5% en todo el condado).  
En las elecciones presidenciales de 2012, el republicano Mitt Romney obtuvo el 62,2% de los votos (1.489 votos emitidos), por delante del demócrata Barack Obama con el 36,3% (868 votos), y de otros candidatos con el 1,5% (35 votos), entre los 2.431 votos emitidos por los 3.328 votantes registrados del municipio (39 votos anulados), con una participación del 73,0%.  
En las elecciones para gobernador de 2013, el republicano Chris Christie recibió el 74,3% de los votos (1.045 votos emitidos), por delante de la demócrata Barbara Buono con el 24,3% (342 votos) y de otros candidatos con el 1,4% (20 votos), entre los 1.433 votos emitidos por los 3.426 votantes registrados del municipio (26 votos fueron anulados), con una participación del 41,8%.  

## Educación
Los estudiantes de escuelas públicas desde preescolar hasta octavo grado son atendidos por el Distrito Escolar del Municipio de Allamuchy.  A partir del año escolar 2020-21, el distrito, compuesto por dos escuelas, tenía una matrícula de 421 estudiantes y 32,8 maestros de aula (sobre una base FTE ), para una proporción de estudiantes por maestro de 12,8:1.  Las escuelas del distrito (con datos de inscripción de 2020-21 del Centro Nacional de Estadísticas Educativas  ) son la escuela Mountain Villa  con 134 estudiantes desde preescolar hasta segundo grado y la escuela Allamuchy Township  con 287 estudiantes en tercero a octavo grado.    
Los estudiantes de escuelas públicas del noveno al duodécimo grado asisten a la escuela secundaria Hackettstown, que atiende a estudiantes de Hackettstown, así como a estudiantes de los municipios de Allamuchy, Independence y Liberty, como parte de las relaciones de envío/recepción con el distrito escolar de Hackettstown.   A partir del año escolar 2020-21, la escuela secundaria tenía una matrícula de 864 estudiantes y 69,5 maestros de aula (sobre una base FTE), para una proporción de estudiantes por maestro de 12,4:1. 
Los estudiantes del municipio y de todo el condado de Warren son elegibles para asistir a la escuela autónoma Ridge and Valley en Blairstown (para los grados K-8)  o a la escuela técnica del condado de Warren en el distrito de Washington (para los grados 9-12),  con servicios de educación especial proporcionados por distritos locales complementados en todo el condado por el Distrito Escolar de Servicios Especiales del Condado de Warren en Oxford Township (para Pre-K-12).  

## Transporte

### Carreteras y autopistas

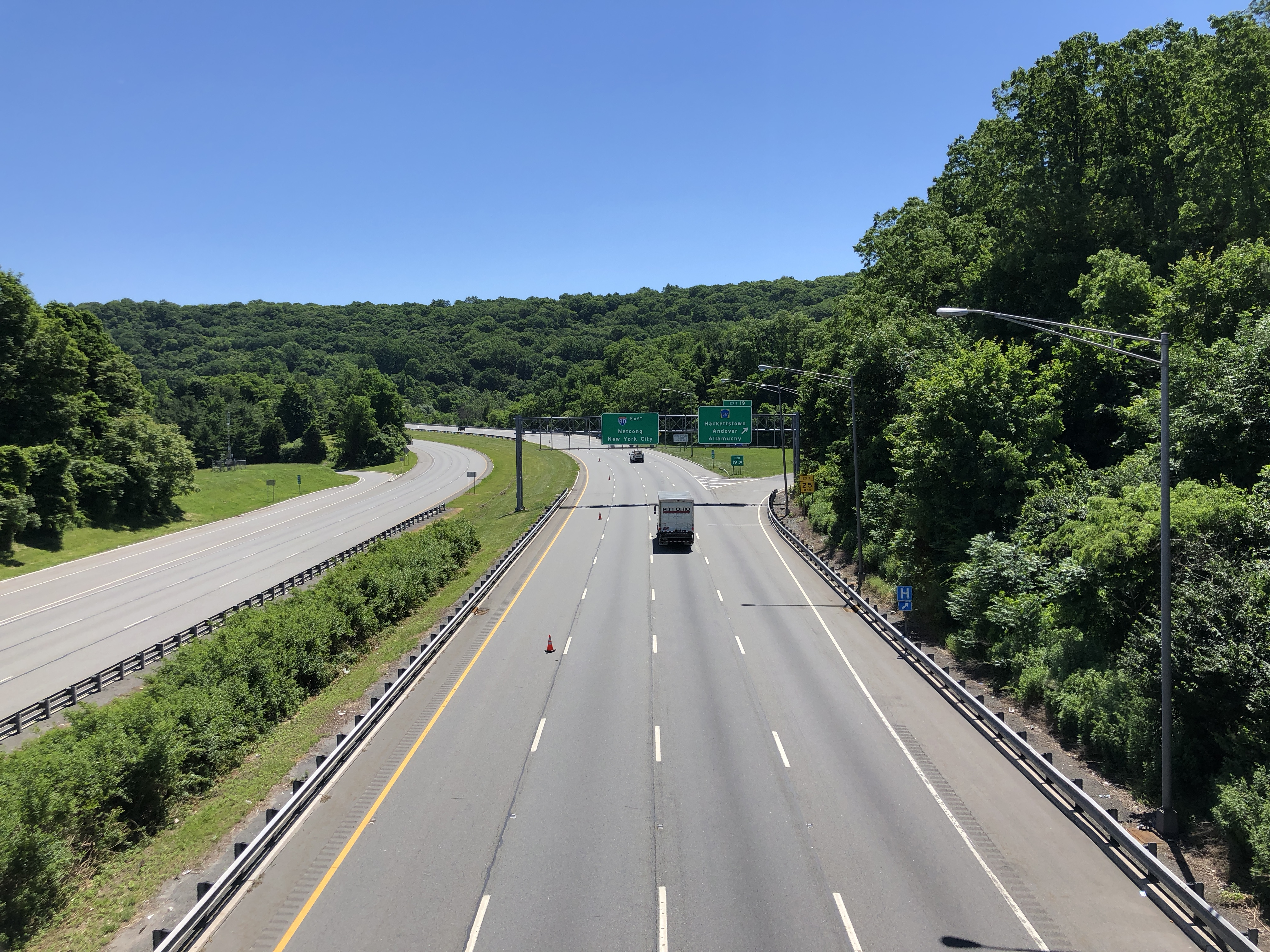
Vista hacia el este a lo largo de la Interestatal 80 en el municipio de Allamuchy

En mayo de 2010, el municipio tenía un total de 36,90 millas (59,38 km) de carreteras, de las cuales 10,59 millas (17,04 km) eran mantenidas por el municipio, 19,49 millas (31,37 km) por el condado de Warren y 6,82 millas (10,98 km) por el Departamento de Transporte de Nueva Jersey.
La Interestatal 80 cruza el municipio de Allamuchy,  y es accesible en la salida 19, ruta 517 del condado. 

### Transporte público

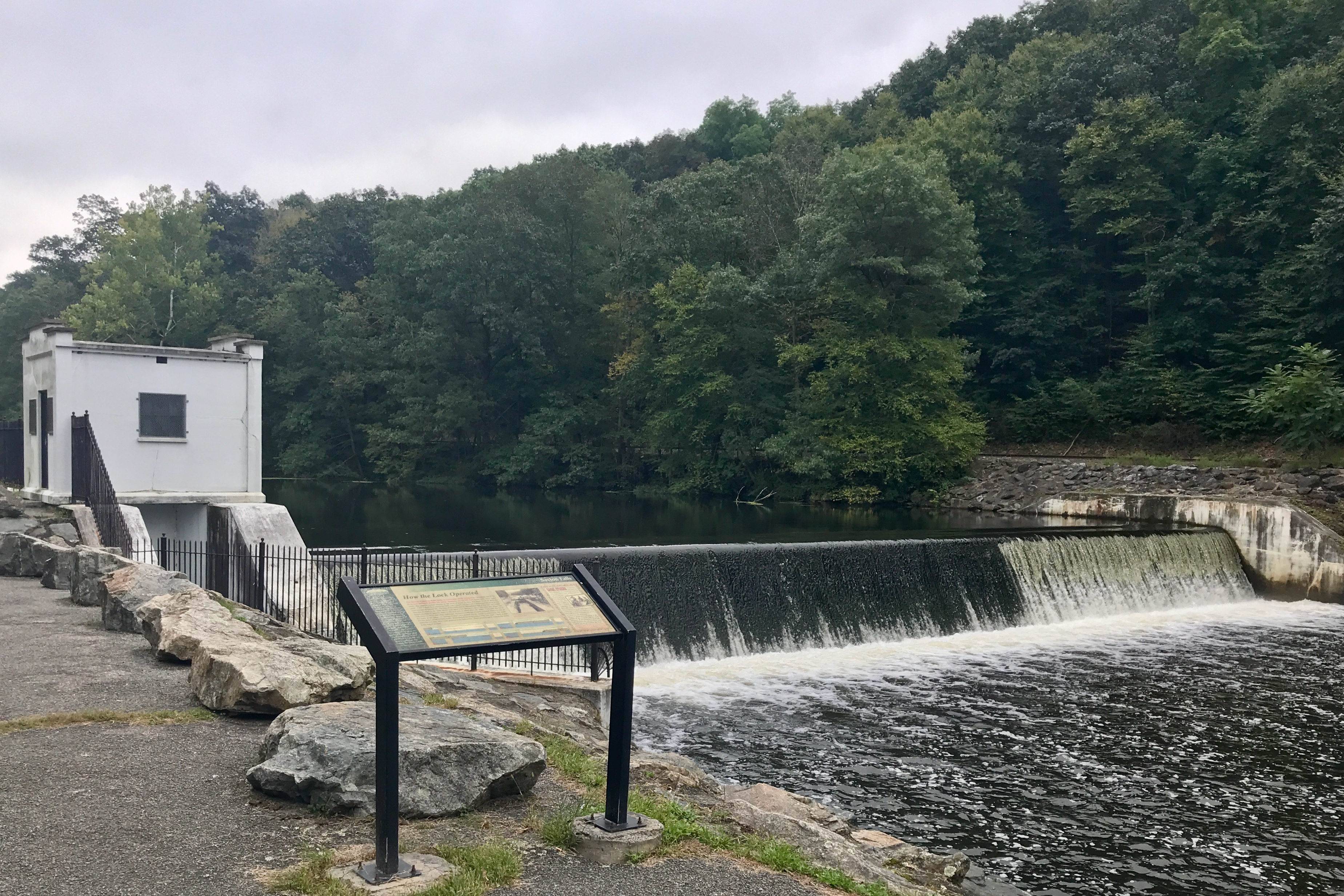
Presa de Saxton Falls en el río Musconetcong, construida para el canal Morris

El municipio de Allamuchy anteriormente contaba con la estación de tren de Allamuchy y la casa de carga de Allamuchy hasta que finalizó el servicio de pasajeros en el ferrocarril de los ríos Lehigh y Hudson en 1933.  La Casa de Carga Allamuchy figura en el Registro Histórico Nacional de Lugares Históricos. 

### Canal Morris
Entre 1831 y 1924, el Canal Morris conectó la industria del carbón de Lehigh Valley en Phillipsburg con el puerto de Nueva York a través de Newark y Jersey City. El complejo de la presa de Saxton Falls en Allamuchy a lo largo del río Musconetcong fue seleccionado para ser elegible para el Registro de Lugares Históricos de Nueva Jersey en 1993. 

## Gente notable
Las personas que nacieron, son residentes o están estrechamente asociadas con el municipio de Allamuchy incluyen:
- Alison Becker (nacida en 1977), actriz [78]
- Stephen Bienko (nacido en 1979), empresario detrás de la marca College Hunks Hauling Junk [79]
- Ada Lunardoni (1911-2003), gimnasta artística que compitió en la competición de gimnasia en los Juegos Olímpicos de verano de 1936 [80]
- Lucy Mercer Rutherfurd (nacida en 1891), vivió en lo que hoy es Rutherfurd Hall, donde el presidente Franklin D. Roosevelt la visitó al menos una vez "como amiga" antes de que se revelara públicamente la existencia de su relación romántica de toda la vida [81] [82]
- Winthrop Rutherfurd (nacido en 1862), socialité y esposo de Lucy Mercer Rutherfurd [82]